# DF-11

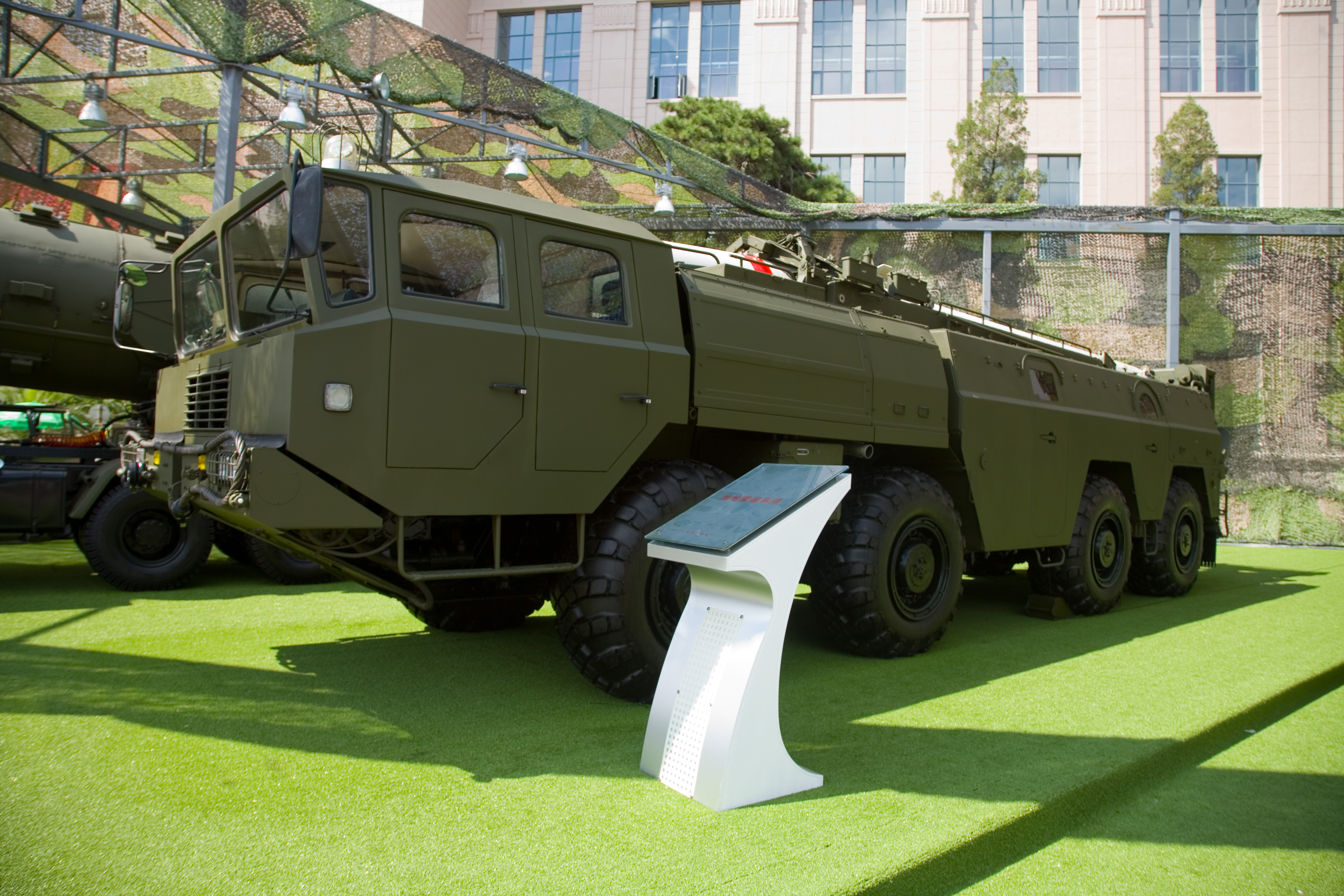

DF-11은 중국의 단거리 탄도 미사일이다.

## 역사
동풍 11호 또는 둥펑 11호는 1970년대 후반 중국이 개발한 1단 고체연료 단거리 탄도 미사일이다. 600발 정도 생산되었다.
기존의 액체연료 DF-5는 발사준비시간이 2시간이나 되었다. DF-11는 고체연료라서 발사시간이 15분으로 줄었다. 다른 출처에서는 45분이라고도 한다.
1992년 11월 파키스탄에 최소 34발을 수출했다. 샤힌 1호, 샤힌 2호 개발에 사용되었다. 공개된 사진에서, 샤힌 미사일과 DF-11 미사일의 외양이 똑같다. 1999년 파키스탄은 길이가 2 m 길어진 DF-11A를 군사퍼레이드에서 공개했다.
1990년대 en:DF-15에 이어, 2014년 중국은 둥펑 11호의 최신형인 DF-16을 실전배치했다. 사거리 800-1,000 km이며, 미국 패트리어트 PAC-3 회피기능이 있다. 정밀유도가 되어 CEP 5 m에 불과하다. DF-16B는 집속탄을 사용하여 적의 대공 미사일 레이다를 무력화 시킬 수 있다.

## 파생형
- DF-11: 최대사거리 350 km, 탄두중량 800 kg, INS 유도, CEP 500 m
- DF-11A: 최대사거리 825 km, 탄두중량 500 kg, GPS 유도, CEP 20 m

DF-11 300 km, DF-11A 500 km 라고 표기되기도 한다. DF-11의 최소사거리는 120 km이다.

## 같이 보기
- DF-16 - 2018년 현재 동급의 최신형이다.